# Andre (film)
Andre (1994) este un film de familie de comedie cu Tina Majorino despre întâlnirea unui copil cu o focă. Filmul este o ecranizare a cărții A Seal Called Andre, care este bazată pe întâmplări reale. Filmările au avut loc în Boston, Massachusetts, Mississippi și în Tasmania, Australia.
O focă este invitată la spectacolul lui Ed Sullivan dar e refuzat. Aceasta era Andre, o focă legendară din Rockport, Maine care fusese adoptată de o familie, devenind astfel o prietenă pe viață. Din 1961 până în 1986, când mass-media i-a deplâns moartea, au fost publicate numeroase pagini despre călătoriile lui Andre, care demonstrau inteligența deosebită a acesteia.

## Prezentare
Andre era doar un pui părăsit de părinți când a fost găsit de Harry Whitney, căpitanul și scafandrul portului din Rockport, Maine. Familia acestuia l-a adoptat și l-a crescut. Cunoscând faptul că Andre trebuia să ierneze în sud, familia a făcut numeroase încercări de a-i reda libertatea. Dar foca a refuzat de fiecare dată să-i părăsească. În cele din urmă a fost găsită soluția: își va petrece iernile într-un acvariu și primăvara va înota înapoi spre familia sa din Rockport.

## Distribuție
- Keith Carradine ca Harry Whitney
- Chelsea Field ca Thalice Whitney
- Joshua Jackson ca Mark Baker
- Tina Majorino ca Toni Whitney
- Aidan Pendleton ca Paula Whitney
- Keith Szarabajka ca Billy Baker
- Shirley Broderick ca Mrs. McCann
- Andrea Libman ca Mary May
- Joy Coghill ca Betsy
- Gregory Edward Smith ca Bobbye
- Tory, leul de mare ca Andre

## Producție
Filmul este bazat pe cartea A Seal Called Andre (1975), co-scrisă de către deținătoarea focii, Harry Goodridge, și de Lew Dietz, carte care descrie povestea adevărată a lui Andre. În timpul prezentării echipei de filmare, apar și secvențe originale, filmate în 16mm, cu Andre. Andre, care a locuit în ultimii ani la Acvariul New England din Boston, a distrat turiștii din Rockport, Maine în fiecare vară până la moartea sa, în primăvara anului 1986.
În film, Andre nu este interpretat de o focă reală, ci mai degrabă de un leu de mare pe nume Tory. Alți doi lei de mare, numiți Kalika și PJ, apar, de asemenea, în film.
În film apare Acvariul Vancouver aflat în Parcul Stanley.
Melodia lui Tyler Collins, "Thanks to You", din coloana sonoră a filmului, a intrat la lansarea sa în top 20 cele mai bune hit-uri Billboard Adult Contemporary.

### Box office
Filmul a debutat clasându-se pe locul 10.